# Saint-Caprais (Lot)
Saint-Caprais település Franciaországban, Lot megyében. Lakosainak száma 80 fő (2022. január 1.). Saint-Caprais Marminiac, Villefranche-du-Périgord, Frayssinet-le-Gélat és Montcléra községekkel határos.

## Népesség
A település népessége az elmúlt években az alábbi módon változott:
| Lakosok száma | 125  | 95   | 87   | 79   | 71   | 67   | 75   | 81   | 83   | 80   |
|               | 1968 | 1982 | 1990 | 2006 | 2013 | 2015 | 2017 | 2019 | 2020 | 2022 |